# Circle K Sunkus
Circle K Sunkus (サークルKサンクス, saakuru K sankusu) é uma cadeia de empresas operadas e franqueadas como lojas de conveniências no Japão. A companhia é uma divisão de UNY Co., Ltd., que licenciou o nome Circle K da Alimentation Couche-Tard, que pertence a uma companhia Canadense e que é dona da marca Circle K.

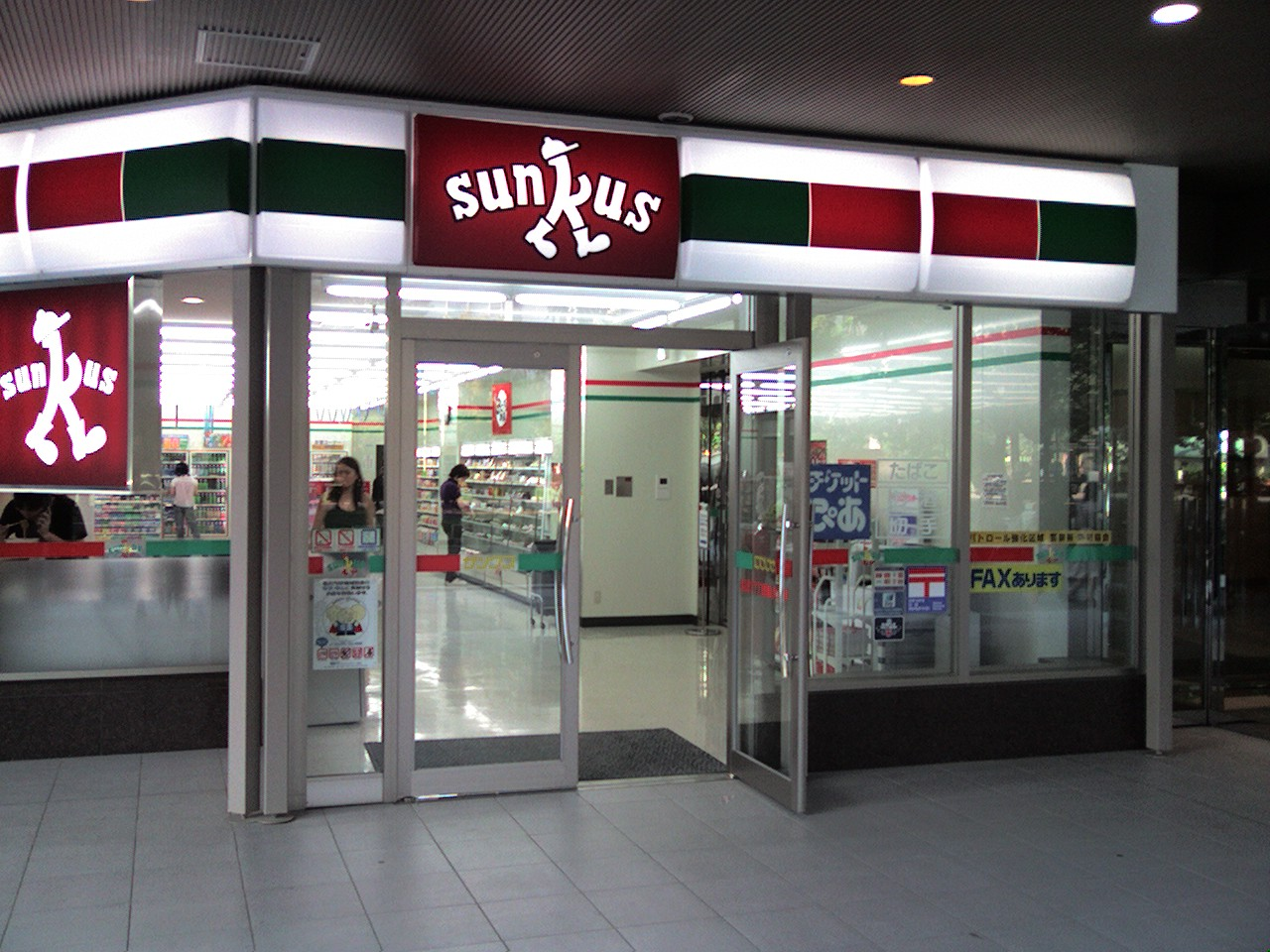
Loja Sunkus em Chuo-ku, Sapporo.

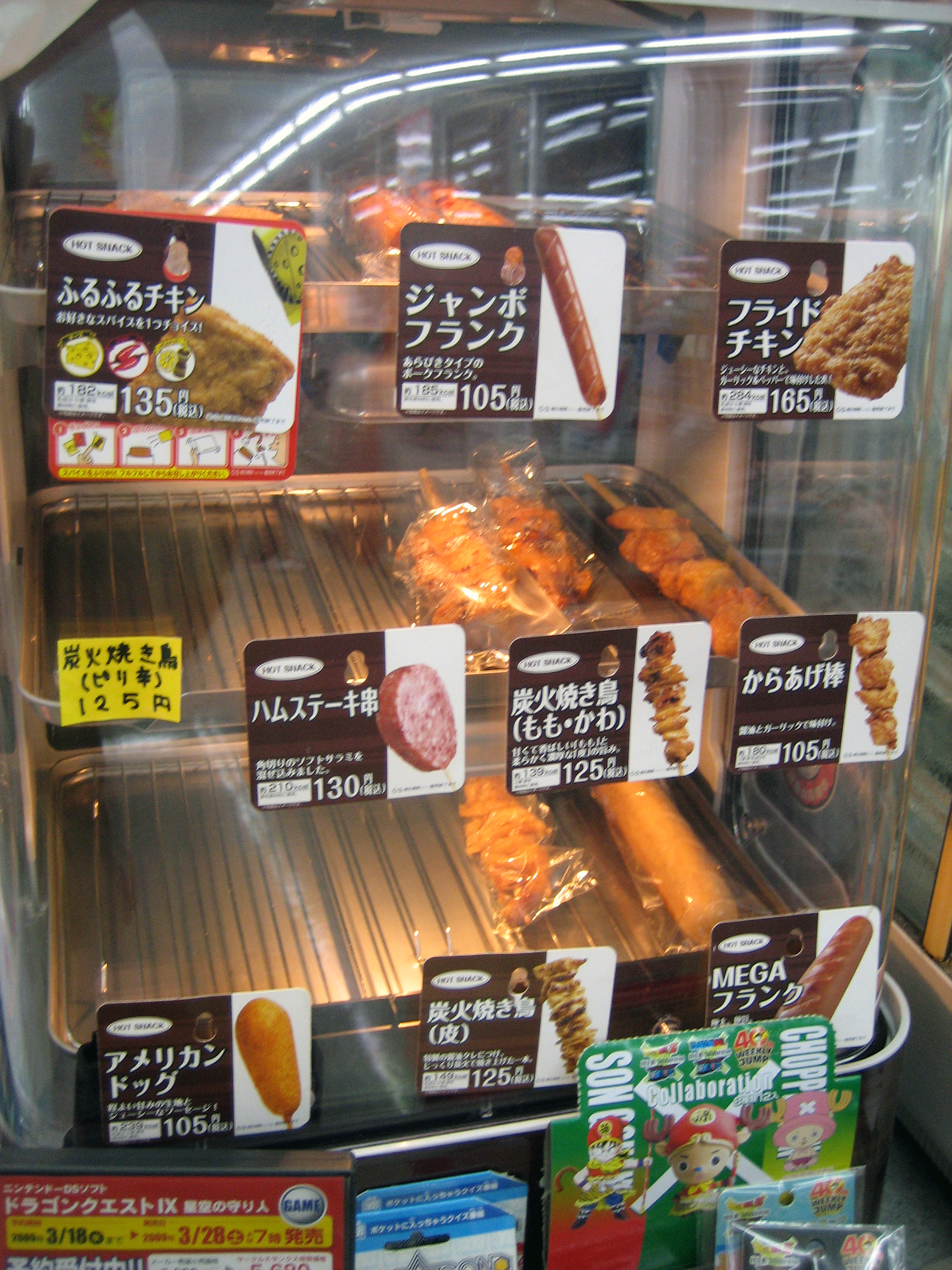
Fast food japonês no Sunkus.

Sendo uma loja de conveniência típica japonesa, vende produtos desde revistas, mangá, refrigerantes a contraceptivos, onigiri e bentō.

## História
Sunkus e Circle K Japan formaram uma aliança de negócios e de capital em outubro de 1998.
O franqueador, Sunkus & Associates Inc., oficialmente se fundiu com a Circle K Japan Co. Ltd., em 1 de setembro de 2004, sendo hoje conhecida como Circle K Sunkus Co. Ltd. (株式会社サークルKサンクス). Porém as duas marcas permanecem separadas - as lojas de conveniência adquiridas pela empresa não possuem qualquer logo ou marca da Sunkus ou da Circle K.

## Nome
A palavra "Sunkus"é a combinação das palavras "Sun" (Sol) e "Thanks" (Obrigado), destinado a ser pronunciado como em japonês na palavra "Thanks", sendo o logo a combinação das palavras "Sun", "Kids" (crianças) e "Us" (Nós).

## Galeria

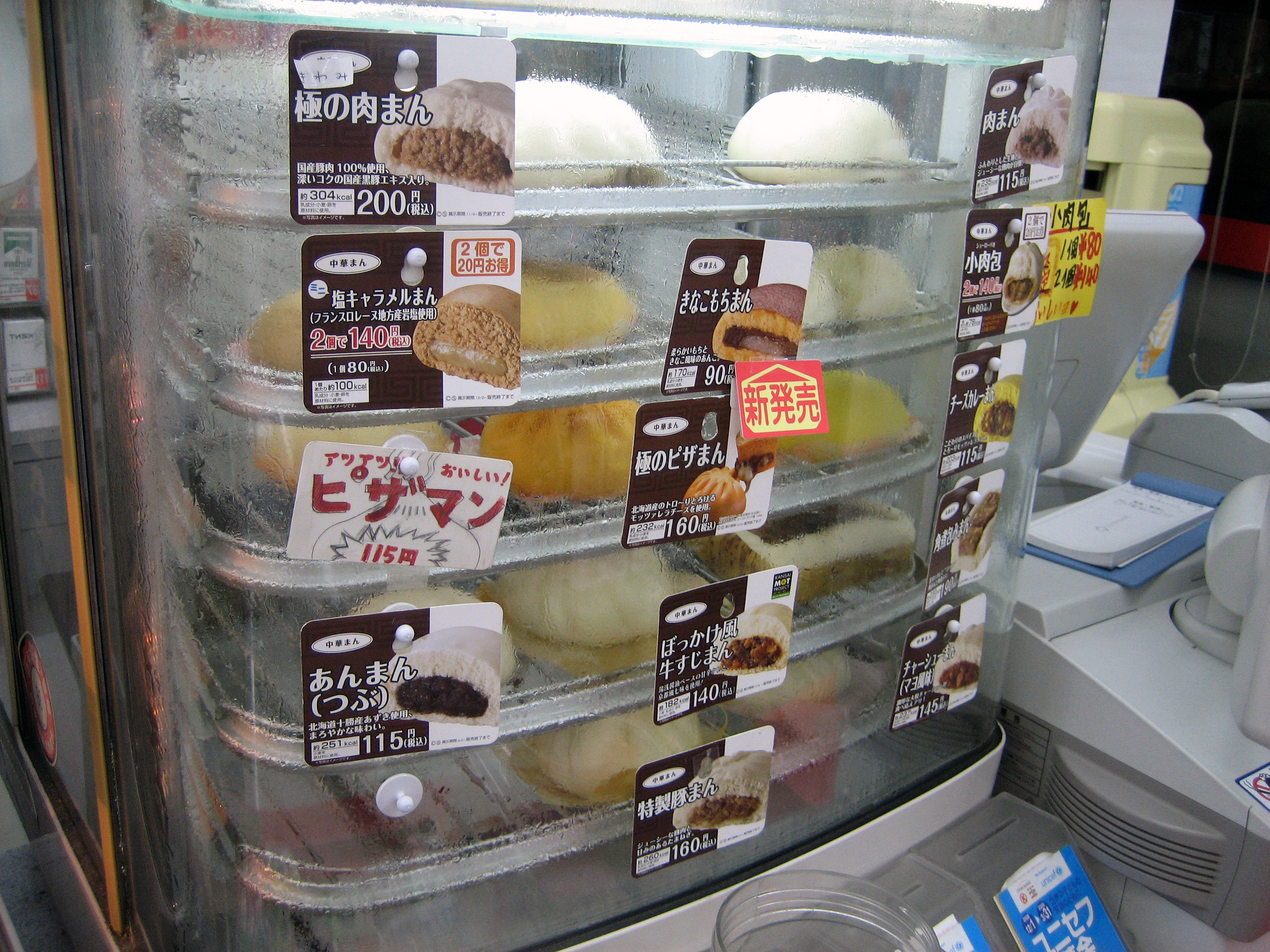
Comida chinesa.
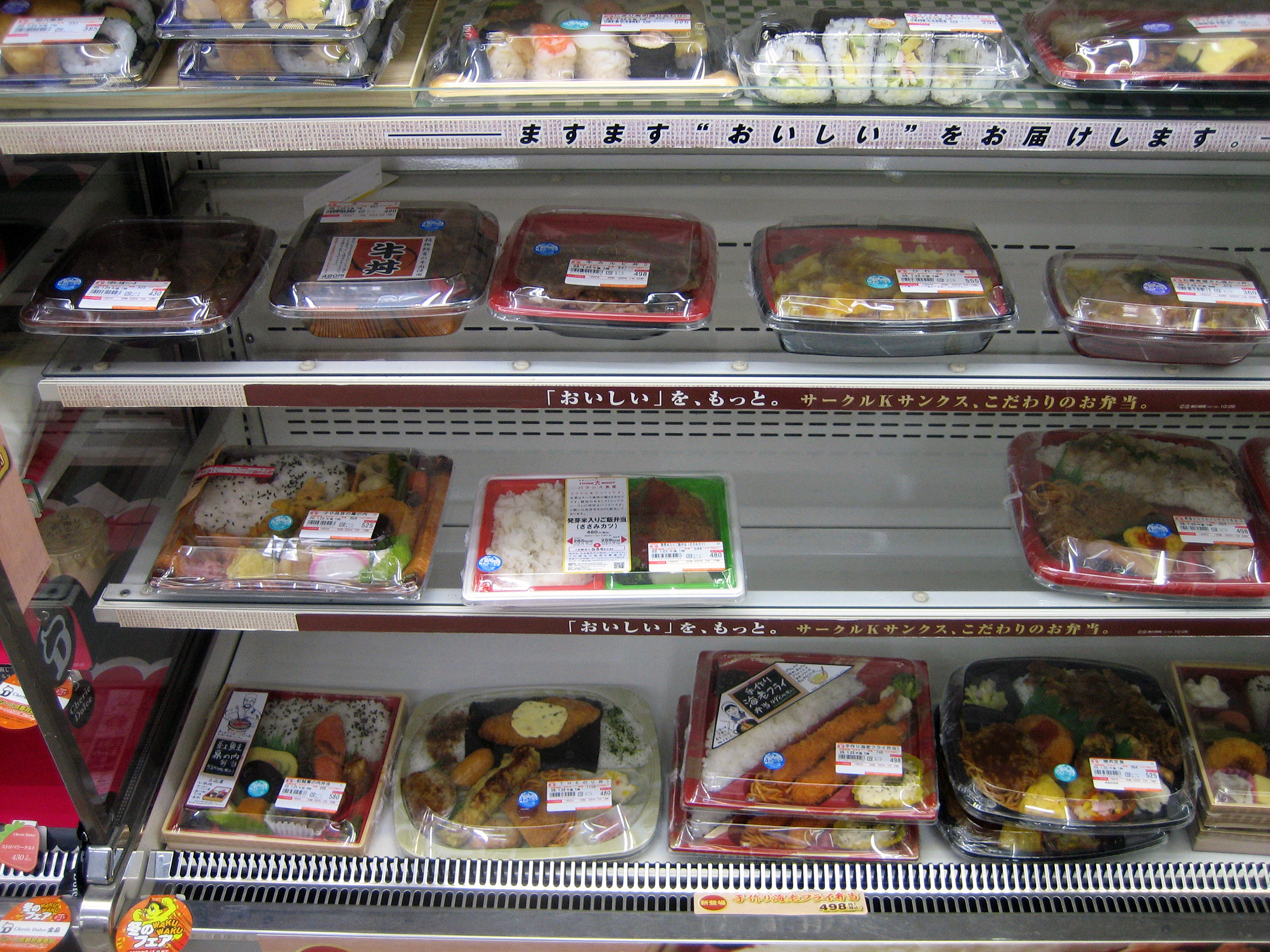
Bentō variados.
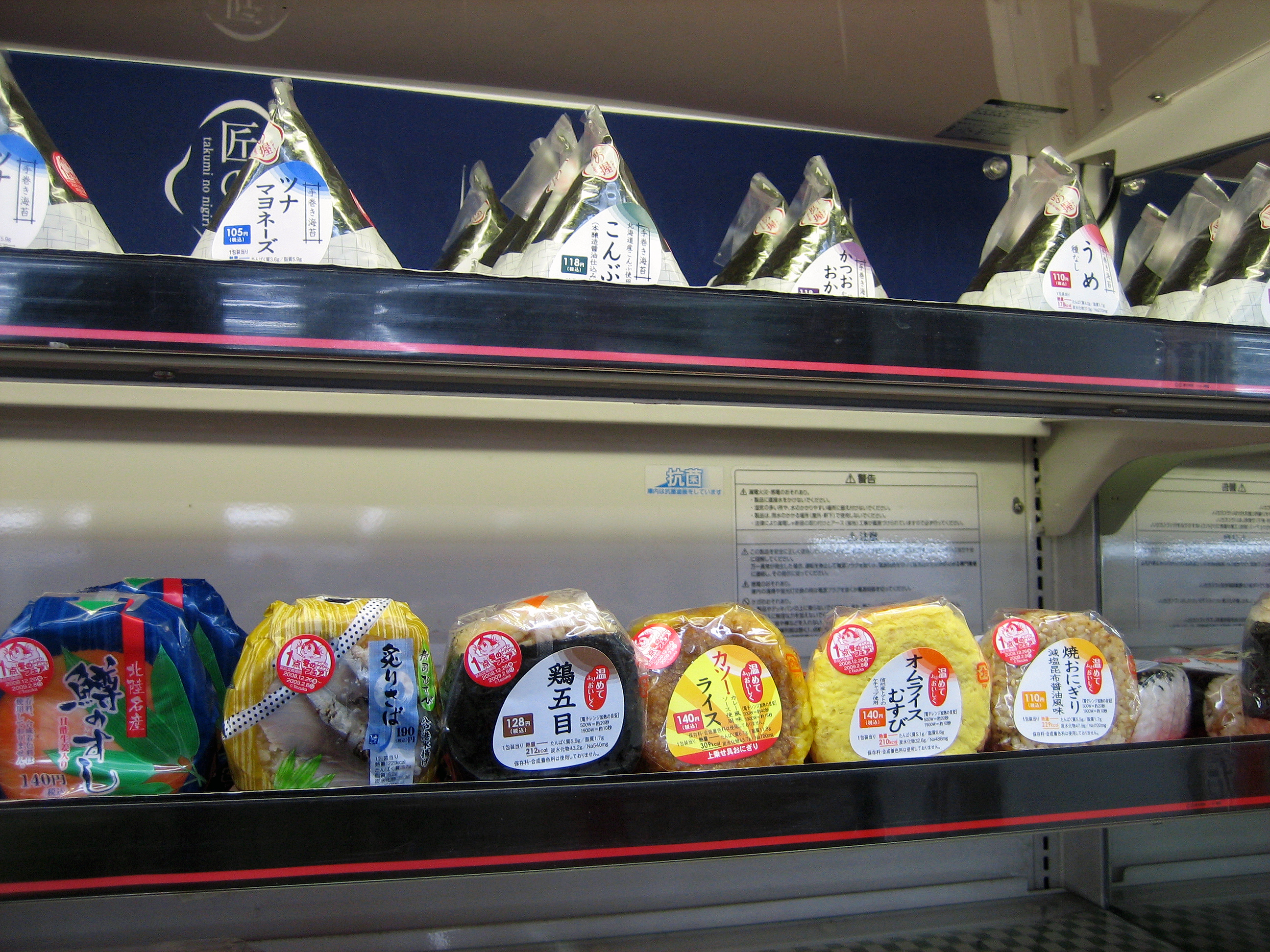
Bolinhos de arroz.
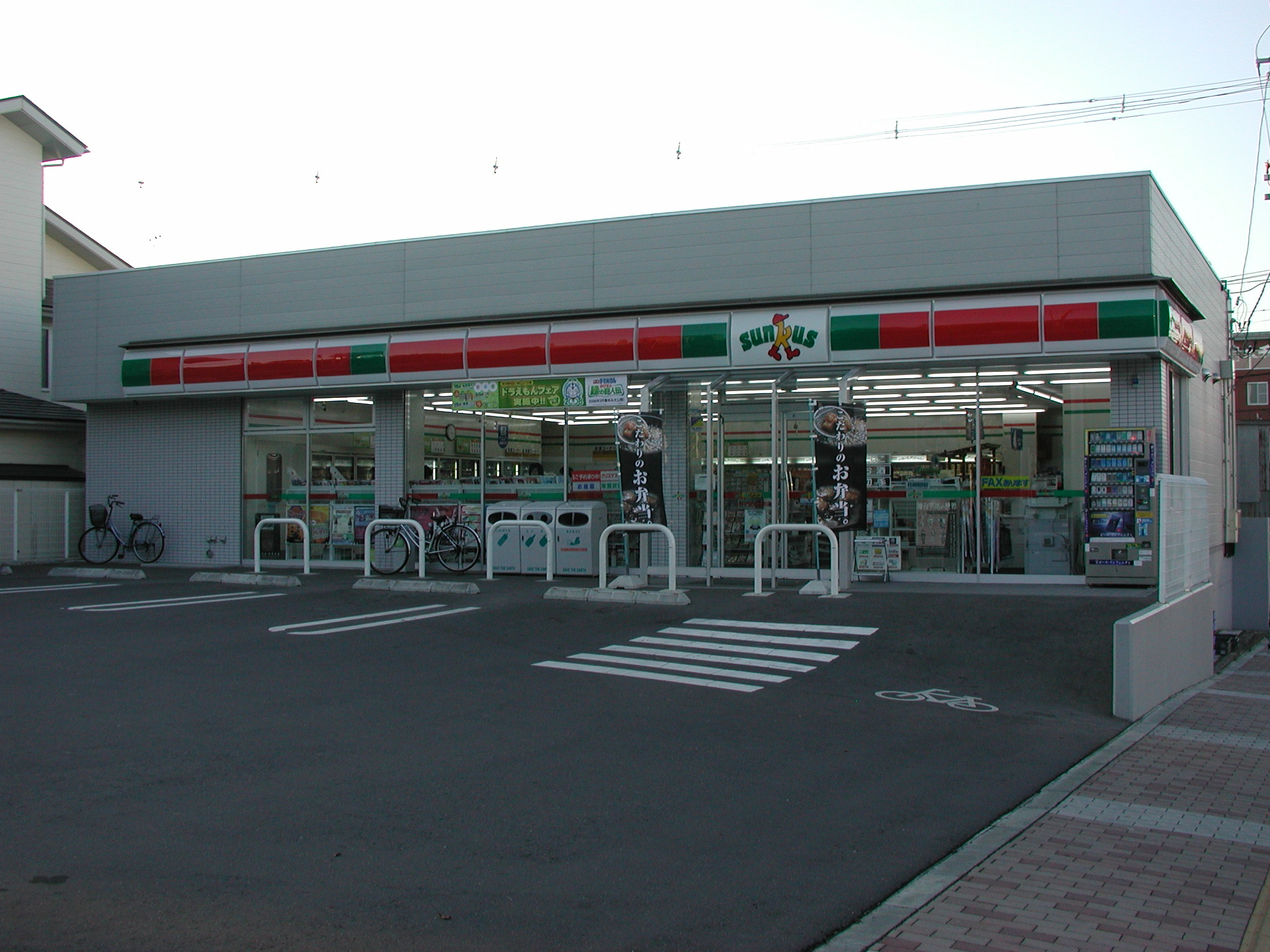
Loja em Hachinohe, Aomori.
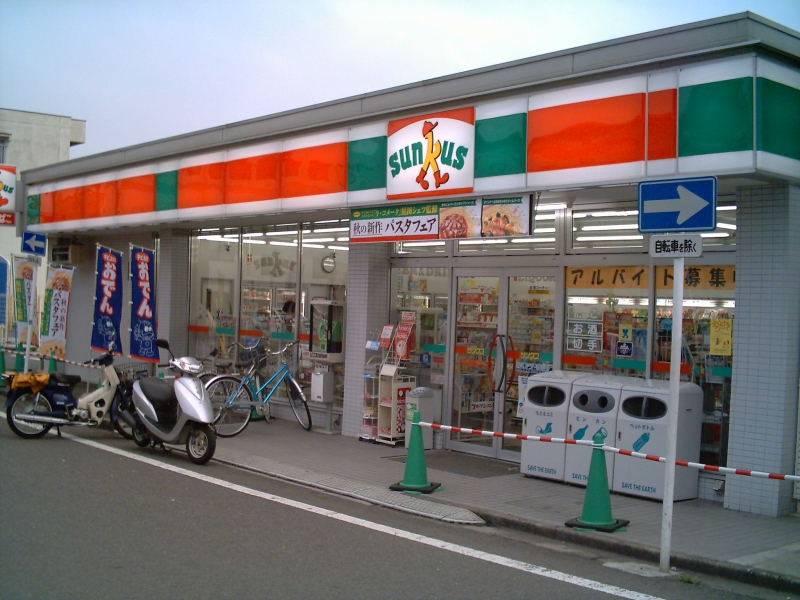
Loja em Higashiosaka.
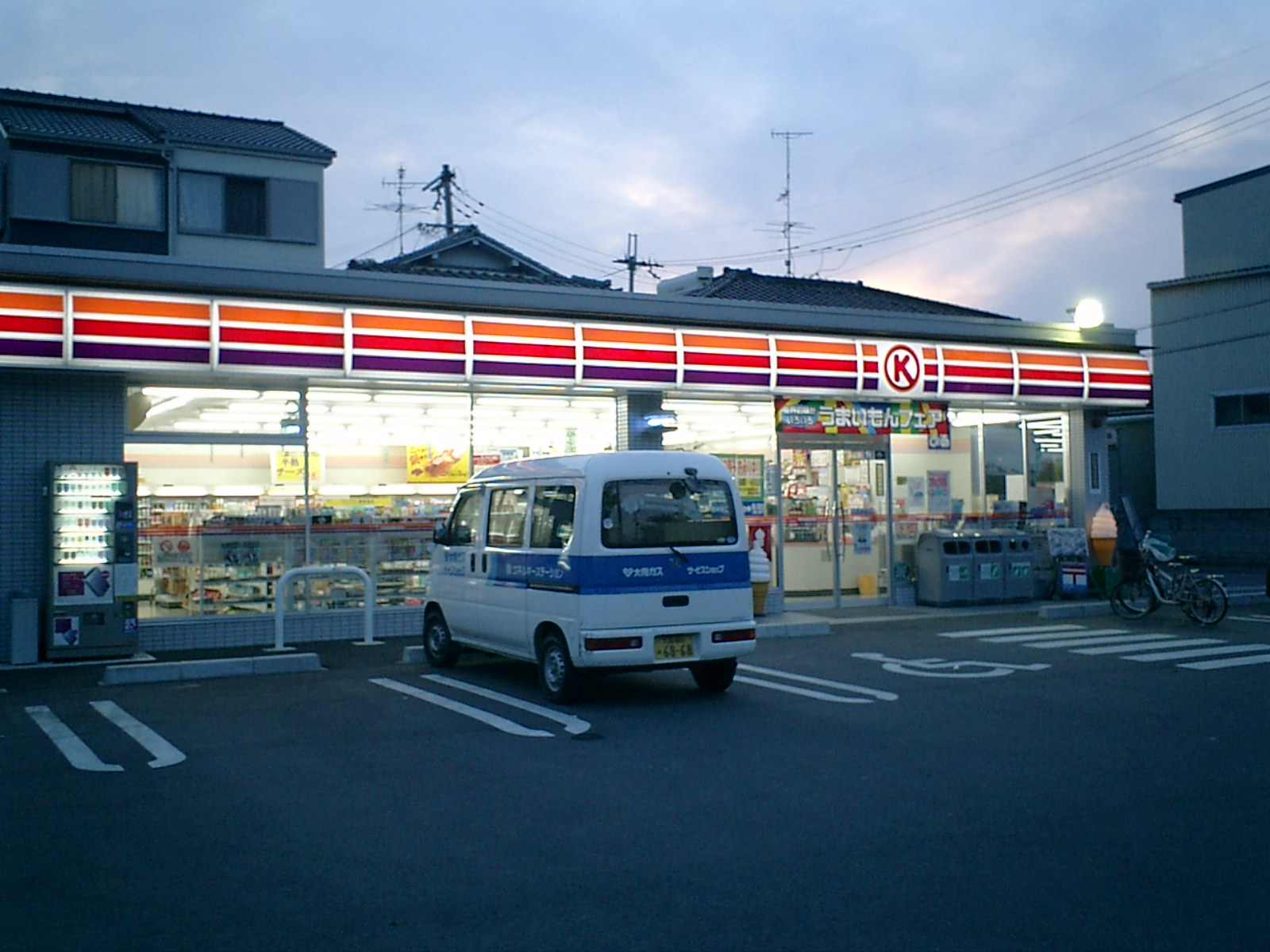
Outra loja em Higashiosaka.